# Saint-Cernin-de-Larche
 Saint-Cernin-de-Larche  là một xã thuộc tỉnh Corrèze trong vùng Nouvelle-Aquitaine miền trung Pháp.